# Annie Foreman-Mackey
Annie Foreman-Mackey (ur. 26 czerwca 1991 w Kingston) – kanadyjska kolarka torowa i szosowa, dwukrotna medalistka torowych mistrzostw świata.

## Kariera
Pierwszy sukces w karierze osiągnęła w 2015 roku, kiedy na kolarskich mistrzostwach panamerykańskich w Santiago zdobyła dwa medale. Najpierw zajęła trzecie miejsce w indywidualnym wyścigu na dochodzenie, a następnie była druga w wyścigu drużynowym. Na rozgrywanych rok później mistrzostwach świata w Londynie zdobyła brązowy medal w indywidualnym wyścigu na dochodzenie. W zawodach tych wyprzedziły ją jedynie Rebecca Wiasak z Australii i Polka Małgorzata Wojtyra. Zdobyła też brązowy medal w drużynowym wyścigu na dochodzenie podczas igrzysk Wspólnoty Narodów w Gold Coast w 2018 roku.